# 19e assemblée générale de l'Île-du-Prince-Édouard
La 19e assemblée générale de l'Île-du-Prince-Édouard est en séance entre le 9 février 1854 et le 10 mai 1854.
L'assemblée siège au gré du lieutenant-gouverneur Alexander Bannerman. 
John Jardine est élu président de l'Assemblée législative de l'Île-du-Prince-Édouard.
Edward Palmer, le chef du Parti conservateur, choisit John Myrie Holl, un membre du Conseil législatif (en), comme premier ministre.

## Liste des membres
| Circonscription          | Membres                                            |
| ------------------------ | -------------------------------------------------- |
| 1er Prince               | James Yeo (en)                                     |
| 1er Prince               | James Warburton                                    |
| 2e Prince                | Allan Fraser                                       |
| 2e Prince                | William E. Clark                                   |
| 3e Prince                | James H. Conroy                                    |
| 3e Prince                | William W. Lord                                    |
| 1er Queens               | John McLeod                                        |
| 1er Queens               | George Beer                                        |
| 2e Queens                | Robert Mooney                                      |
| 2e Queens                | William McGill                                     |
| 3e Queens                | William Douse (en)                                 |
| 3e Queens                | Benjamin Davies (en)                               |
| 1er Kings                | Emmanuel McEachern (en)                            |
| 1er Kings                | Peter Macgowan                                     |
| 2e Kings                 | Edward Whelan (en)                                 |
| 2e Kings                 | John Jardine                                       |
| 3e Kings                 | Joseph Wightman (en)                               |
| 3e Kings                 | John Goff (en)                                     |
| Charlottetown et royauté | Edward Palmer                                      |
| Charlottetown et royauté | Francis Longworth (en)                             |
| Georgetown et royauté    | Roderick McAulay                                   |
| Georgetown et royauté    | Thomas Heath Haviland, Sr. (en)                    |
| Princetown et royauté    | Donald Montgomery (en)                             |
| Princetown et royauté    | James Mckay Thomas Heath Haviland, Sr. (en) (1854) |